# Brouzet-lès-Quissac
Brouzet-lès-Quissac – miejscowość i gmina we Francji, w regionie Oksytania, w departamencie Gard.
Według danych na rok 1990 gminę zamieszkiwało 155 osób, a gęstość zaludnienia wynosiła 10 osób/km² (wśród 1545 gmin Langwedocji-Roussillon Brouzet-lès-Quissac plasuje się na 750. miejscu pod względem liczby ludności, natomiast pod względem powierzchni na miejscu 518.).